# Aleksandr Pučkov
Aleksandr Nikolaevič Pučkov (in russo Александр Николаевич Пучков?; Ul'janovsk, 25 marzo 1957 – San Pietroburgo, 9 ottobre 2024) è stato un ostacolista sovietico.

## Palmarès

### Olimpiadi
- 1 medaglia:
  - 1 bronzo (Mosca 1980 nei 110 metri ostacoli)

### Europei indoor
- 1 medaglia:
  - 1 oro (Milano 1982 nei 60 metri ostacoli)

### Universiadi
- 1 medaglia:
  - 1 bronzo (Città del Messico 1979 nei 110 metri ostacoli)